# Colegiul Economic Ion Ghica din Târgoviște
Colegiul Economic Ion Ghica este o instituție de învățământ preuniversitar din Târgoviște, fondată în 1923 drept școală elementară de comerț pentru băieți.

## Profilul școlii
Domeniul prioritar al formării profesionale - Servicii.
Populația școlară - în medie 1000 de elevi/an, repartizați pe trei niveluri educaționale.
Personalul școlii - 70 profesori, 15 personal administrativ;
Resurse materiale – 2 corpuri de clădire; echipamente IT și birotică; echipamente didactice specializate.
Finanțare - bugetul de stat și din surse extrabugetare
Colegiul Economic “Ion Ghica” este:
- Școală europeană
- Centru de resurse în cadrul Proiectului Phare TVET RO 2001-2003.
- Furnizor de formare profesională continuă – 12 calificări din domeniul Servicii
- Centru de testare ECDL acreditat
- Centru suport pentru educație la distanță
- Firme de exercițiu.

## Experiență în derularea de proiecte
- Proiectul Phare VET EU RO 9405 de reformă a învățământului profesional și tehnic – ȘCOALĂ DE APLICAȚIE
- Programul Phare EU RO 9602 – TTQM – Educația pentru calitate.
- Proiectul Phare TVET – 01.08.01 și Phare TVET – 01.08.03 - CENTRU DE RESURSE
- Programul JUNIOR ACHIEVEMENT.
- Programul SOCRATES: